# Aphelidesmus calverti
Aphelidesmus calverti är en mångfotingart som beskrevs av Chamberlin 1914. Aphelidesmus calverti ingår i släktet Aphelidesmus och familjen Aphelidesmidae. Inga underarter finns listade i Catalogue of Life.